# Z-12埃里希·吉泽号驱逐舰
Z-12“埃里希·吉泽”号（德語：Z 12 Erich Giese）是德国国家海军暨战争海军于1930年代中期建造的十六艘1934级驱逐舰之一，得名于在一战中阵亡的S-20号鱼雷艇艇长、德意志帝国海军上尉埃里希·吉泽。该舰于1935年5月3日开始在基尔的日耳曼尼亚船厂铺设龙骨，1937年3月12日下水，至1939年3月4日交付使用。二战初期，Z-12号先是被用于在德意志湾布设雷区。1939年末，该舰在英国海岸成功进行了一次布雷出击，导致两艘商船沉没。在那次出击归来时，它又在未被察觉的情况下用鱼雷击中了一艘英国驱逐舰，并继续航行。至挪威战役的早期阶段，Z-12号参加了1940年4月中旬的两次纳尔维克海战，并在第二次战斗中遭英国驱逐舰击沉。

## 设计
Z-12“埃里希·吉泽”号的水线长和全长分别为114米和119米，有11.3米的舷宽以及最大4.23米吃水深度；其设计排水量为2,270吨，满载时则可达3,190吨。该舰由两台瓦格纳齿轮传动蒸汽轮机提供动力，各负责驱动一副直径为3.25米的三叶螺旋桨。过热蒸汽则由六台本森强制循环锅炉供应，这使得它在70,000匹軸馬力（52,000千瓦特）额定功率下的设计航速为36節（67每小時）。Z-12号最多可贮存752吨燃料油，理论上能够以19節（35每小時）的速度的巡航4,400海里（8,100），但实际它在运用过程中重心过高，30%的燃料必须作为压舱物保留在舰内。事实证明，19节航速时的有效行程仅为1,530海里（2,830）。舰只的标准船员编制为10名军官和315名水兵，在担任区舰队旗舰时还可额外增加4名军官和19名水兵。
该舰装备有五门127毫米34式速射炮，架设在带有炮挡的单装炮座上。其中舰艛的前后各有两门采用背负式布置，第五门则安装在后部舰艛的顶端，并从前到后编为1至5号。防空武器由安装在与后部烟囱并排的一对双联装炮座上的四门37毫米30式速射炮和六门单座20毫米30式高射炮组成。此外，该舰还在中心线上的两个四联装动力操纵式底座上安装有八具533毫米鱼雷发射管，每个底座配备一对重新装填装置。四个深水炸弹发射器则安装在艉后部甲板室的侧面，再辅以舰艉两侧的六具单装深水炸弹支架，合共可携带32或64枚炸弹。布雷轨道安装在后甲板，最多可贮存60枚水雷。作为探测潜艇的工具，舰上也搭载有一套称为“群听装置”的被动式水听器。

## 历史
Z-12“埃里希·吉泽”号得名于1917年6月5日指挥S-20号鱼雷艇在斯海尔德河口阵亡的德意志帝国海军上尉埃里希·吉泽。它于1935年1月9日由德国国家海军所订购，自同年5月3日开始在基尔的日耳曼尼亚船厂铺设龙骨，建造序列为538。该舰于1937年3月12日下水，至1939年3月4日交付使用。Z-12号最初被编入第4驱逐区舰队下辖的第8支队服役，其首任舰长为海军中校乌尔里希·布罗克西恩（Ulrich Brocksien）。两个月后，该舰负责护送秃鹰军团从西班牙返回汉堡。当第二次世界大战爆发时，Z-12号被指派到德意志湾，与其姊妹舰一同在那里布设防御雷区。它还在斯卡格拉克海峡巡逻，以查验来往的中立国船舶是否有搭载违禁品。11月12日至13日夜晚，该舰曾试图前往英国海岸附近布雷，但由于同行的Z-6“特奥多尔·里德尔”号和Z-7“赫尔曼·舍曼”号相继发生机械故障，不得不护送它们返回德国。八天后，Z-12号又成为护送战列舰格奈森瑙号和沙恩霍斯特号穿过北海闯入北大西洋的驱逐舰之一。
12月16日上午，时任区舰队司令的海军中校埃里希·拜率领他的旗舰Z-10“汉斯·洛迪”号，与Z-11“贝恩德·冯·阿尼姆”号和Z-12号一同出港，前往克罗默附近布设雷区。Z-11号在途中出现了严重的锅炉问题，于下午晚些时候受命返回港口，而其余两艘则继续执行任务。当接近目的地时，它们在黑暗中发现了几艘敌舰，包括驱逐舰朱诺号和泽西号，但对方并未察觉。两艘德国驱逐舰在布下水雷后撤退期间，于8,000米的范围内再次遭遇两艘英国同行，遂驶近发动攻击。当射程降至4,600米时，Z-10号向英国的领头舰朱诺号发射了三枚鱼雷，而Z-12号则向泽西号发射了四枚鱼雷。前者的鱼雷未能击中目标，但Z-12号的一枚鱼雷命中了泽西号的艉部鱼雷架。鱼雷引爆了一个燃料油箱并引发大火。两艘英舰都没有发现德国人的存在，它们继续前行，惟朱诺号随后转身为其姊妹舰提供协助。共有两艘、总计5,286吨的英国船舶在这片雷区中沉没。Z-12号返航后于12月9日开始在日耳曼尼亚船厂接受改装。

### 挪威战役

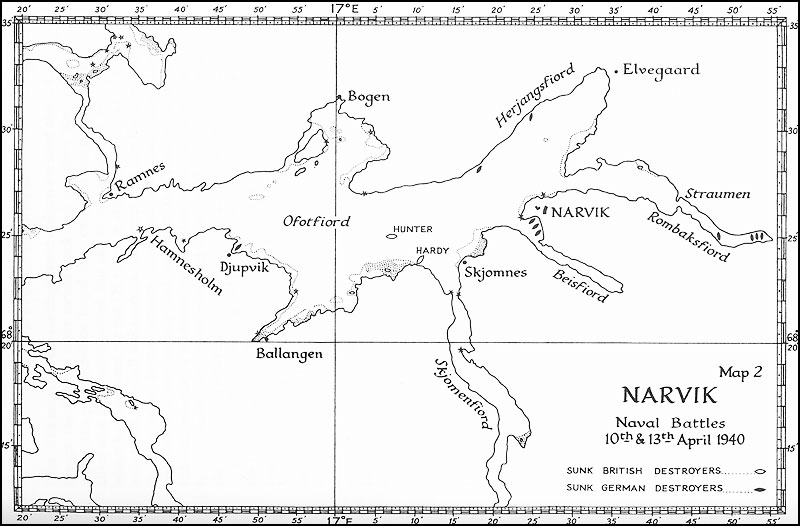
奥福特峡湾地图

在1940年4月“威悉演习行动”的挪威战役期间，Z-12号被编入第一集群，任务是运送第139山地猎兵团和第3山地师的指挥人员夺取纳尔维克。相关舰只于4月6日开始装载部队，并于第二天启航。但由于漏油、机械故障和燃油污染，Z-12号落在了第一集群的其它成员之后。而当时任舰长、海军少校卡尔·斯米特调转舰身去救起一名被巨浪冲到海里的士兵时，它进一步落后了。该舰此时的可用燃料已所剩无几，被迫以较慢的速度继续航行以节省燃料。当Z-12号于4月9日到达奥福特峡湾时，它奉命转往赫扬斯峡湾（奥福特峡湾的北部分支）让部队登陆，以增援先前在此登陆的其他部队，夺取挪威陆军设于埃尔沃加勒斯穆恩的军械库。当天晚些时候，该舰移驻纳尔维克港湾，但由于无法加油，它又受命在黎明前与其姊妹舰Z-9“沃尔夫冈·岑克尔”号和Z-13“埃里希·克尔纳”号一同返回赫扬斯峡湾。
4月10日黎明前不久，英国第2驱逐区舰队的五艘驱逐舰突袭了在纳尔维克港内的五艘德国驱逐舰。英国人用鱼雷击沉了其中的两艘，严重击损了另外三艘，而他们自己只受到轻微的伤害。当他们开始撤退时，遇到了拜中校麾下的Z-9号、Z-12号和Z-13号，这三艘舰在英国人开始进攻时便在赫扬斯峡湾收到了警报。德军率先开火，但由于雾霭和英国人沿奥福特峡湾撤退时施放的烟幕，双方的火力都没有发挥作用。为了躲避从纳尔维克一艘驱逐舰射出的三枚鱼雷，三艘德舰不得不掉头离开。Z-12号和Z-13号的燃料已经非常不足，三者的弹药也快消耗殆尽，于是拜中校决定不再继续追击英舰，因为对方正受到第一集群最后两艘驱逐舰——Z-2“格奥尔格·蒂勒”号和Z-11号的攻击。
4月10日下午，拜中校接到命令，当天傍晚率领所有适航驱逐舰返回德国。只有Z-12号及其姊妹舰Z-9号做好了出海的准备，它们溜出奥福特峡湾，转向南行。那天晚上的能见度很好，它们发现了英国轻巡洋舰佩涅洛佩号及其两艘护航驱逐舰，尽管对方没有察觉到德舰的存在，拜中校还是决定折返。另外三艘驱逐舰于4月11日补充了燃料并已完成维修，但拜依然决定不进行另一次突围尝试，即便当晚有雾且能见度很低。在4月12日至13日夜间，拜同样没有尝试突围，可能是因为其中两艘驱逐舰于当天早些时候搁浅时已经受损。
当晚，拜中校接到情报，预计翌日将有大批驱逐舰和舰载机护航的英国主力舰发动攻击。Z-12号则报告称尽管其鱼雷已经从受损的驱逐舰上得到了补充，但航速仅可维持最高28節（52每小時）。英国战列舰厌战号和九艘驱逐舰于4月13日如期出现，却比拜中校预计的要早，使得阵位中的德国人措手不及。五艘尚可操作的德国驱逐舰从纳尔维克港冲出，与英国舰艇交战，但不包括Z-12号。该舰没有足够的蒸汽增压参与其中，只得留在港湾内。在英国人驱逐了其它德国舰艇后，它试图离开港湾，但其左舷发动机失灵，使它在港湾的入海口几乎无法继续行进。当Z-12号尝试修复发动机时，英国驱逐舰旁遮普号和贝都因号驶近，并发射了五枚鱼雷。所有这些均未命中，Z-12号的射出的鱼雷也同样无效。但它用六到七枚127毫米炮击中了旁遮普号，这些炮弹在后者的水线上方击穿了数个孔洞，破坏了对方的火控系统，切断了主蒸汽管道并引发几起火灾。旁遮普号舰上有7人阵亡，14人受伤。与此同时，Z-12号通过十分钟的工作便修好了发动机，开始以12節（22每小時）的最高速度跛行前进，与剩下的英国驱逐舰交战。贝都因号驶近至近距离平射射程，其前炮塔被Z-12号击毁，但后者也被命中至少20次，最终沦为燃烧的残骸，在午夜前不久沉没，沉没地点大致位于68°25′40″N 17°21′30″E / 68.42778°N 17.35833°E处。它的83名船员在战斗中当场死亡，但英国驱逐舰猎狐犬号救出了11人，其中两人随后因伤重罹难。幸存的船员后来作证称，他们在水中漂流时曾遭到机枪的近距离扫射，这一行为特别令人震惊——因为就在三天前，Z-12号还为营救沉没的亨特号船员而付出了巨大的努力。Z-12号的其余幸存者则设法通过各种方式上岸。
2011年，一具重达150千克的帝国鹰青铜像从Z-12号的残骸中被打捞出来，并在纳尔维克的战争博物馆展出。该舰的舰钟已于1960年代被劫掠者拆走，而在纳尔维克沉没的另外九艘德国驱逐舰上的帝国鹰铜像也已被盗。